# Ivaïlovgrad
Ivaïlovgrad (en bulgare : Ивайловград, « ville d'Ivaïlo », translittération internationale Ivajlovgrad, turc: Ortaköy) est une ville située dans le sud de la Bulgarie.

## Géographie

### Géographie physique
La ville de Ivaïlovgrad est située dans le sud de la Bulgarie, à 330 km au sud-est de Sofia. Elle est localisée à l'extrémité ouest de la plaine d'Edirne ; du côté sud, ouest et nord, elle est entourée par la partie orientale des monts Rhodopes. 
Grâce à la protection des Rhodopes au nord et à l'ouverture à l'est, la ville bénéficie d'un climat méditerranéen, légèrement refroidi par la présence des montagnes. 

### Géographie humaine
| 1946  | 1956  | 1965  | 1975  | 1985  | 1992  | 2001  | 2005  | 2010  |
| ----- | ----- | ----- | ----- | ----- | ----- | ----- | ----- | ----- |
| 2 409 | 2 907 | 3 012 | 3 896 | 4 791 | 5 239 | 4 420 | 3 996 | 3 704 |

,
Les habitants d’Ivajlovgrad sont aujourd'hui pour la plupart des chrétiens orthodoxes. La ville est le centre du vicariat d’Ivajlovgrad, qui constitue lui-même l’une des huit subdivisions de l’éparchie (diocèse, Ivajlogradsko arhierejsko namestničestvo) de Plovdiv. À environ 2 km du quartier de Lădža se trouve le monastère Saint-Constantin et Saint-Hélène ou monastère de Lădža (Lădžanski manastir), fondé au XIIIe siècle et reconstruit en 1846.
La ville est le chef-lieu de la commune de Topolovgrad, qui fait partie de la région de Khaskovo.

## Histoire
Pendant le Moyen Âge se dressait, à l’endroit où se trouve aujourd’hui le quartier de Ladja, la forteresse de Lutica, construite aux IXe et Xe siècles. 
Les Ottomans rebaptisèrent la ville Ortaköy, ce qui signifie littéralement en turc "village du milieu" ou "village central". À l’époque ottomane, les témoignages concernant la ville sont rares : sa région est une partie plutôt insignifiante du vilayet d’Edirne. Les guerres civiles de l’Empire ottoman provoquèrent à la fin du XVIIIe siècle et au début du XIXe siècle l’émigration massive de la population bulgare vers l’Asie mineure.
La région d’Ivajlovgrad, selon les clauses du Traité de Berlin de 1878, demeura dans le cadre étatique ottoman.
La Guerre russo-turque de 1877-1878, les deux Guerres balkaniques et les traités de paix qui en résultèrent eurent pour conséquence une première concentration de la population bulgare des Rhodopes, de la Thrace égéenne, de la Thrace orientale et de l’Asie mineure sur le territoire de la Principauté de Bulgarie récemment libérée.
Pendant l’été 1913, en prélude à la Deuxième Guerre balkanique, fut constitué dans la région de Gümülcine (Komotiní), le Gouvernement provisoire de Thrace occidentale ou République de Gümülcine. Les unités armées de cette entité autonomiste turque atteignirent la ville d’Ivaïlovgrad le 29 juin 1913. Les bachi-bouzouks, ainsi que des bandes de déserteurs y commirent des massacres, parmi les pires qui furent commis contre les populations civiles au cours de ce conflit. Des unités bulgares mirent fin aux massacres et rattachèrent le territoire au royaume de Bulgarie. 
Jusqu’en 1913, la population d’Ortaköy était majoritairement grecque. Dans les villages environnants en revanche, la population turque et bulgare (orthodoxe et musulmane) dominait. Lors de la Première Guerre balkanique, des unités militaires turques et grecques détruisirent les villages bulgares environnants afin de contrecarrer les revendications des populations locales et de l’État bulgare. Après le rattachement de la région à la Bulgarie à la suite de la Deuxième Guerre balkanique, les populations grecques s’enfuirent pour éviter des représailles bulgares, et la ville se dépeupla.
Après les guerres, qui obligèrent la Bulgarie à céder la Thrace égéenne et orientale à l’Empire ottoman et à la Grèce, de nombreux Bulgares quittèrent leur région natale et s’installèrent en Bulgarie. C’est ainsi que la ville et les villages de la région se repeuplèrent, après l’arrivée de réfugiés bulgares de Thrace égéenne, de la région d’Edirne, d’Asie mineure, et, dans une moindre mesure, de Macédoine.

## Culture

### Patrimoine historique
La ville d'Ivaïlovgrad dispose d'un patrimoine historique intéressant.
La Villa Armira - villa romaine (deuxième moitié du IVe siècle) parmi les plus remarquables de la Thrace romaine - se trouve à 1,5 km du quartier "Ladja" d'Ivaïlovgrad.
En dehors de la ville, l'on trouve d'autres sites intéressants, dont la Forteresse de Lioutitsa.

### Manifestations
- Le 14 février, jour de la Saint-Tryphon (fête de saint Tryphon Zarezan ou saint Tryphon de Campsada) est la fête traditionnelle de la ville.
- Le premier samedi de juin, au lieu-dit Iliéva niva, a lieu la fête à la mémoire des enfants tués dans la région par les bachi-bouzouks au cours des Guerres balkaniques.

### Jumelages
- Longueau (France)

## Galerie

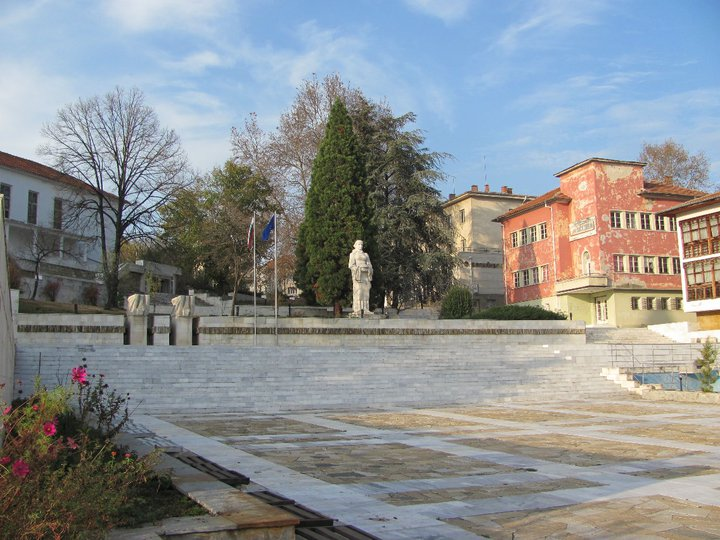
La place centrale d'Ivaïlovgrad
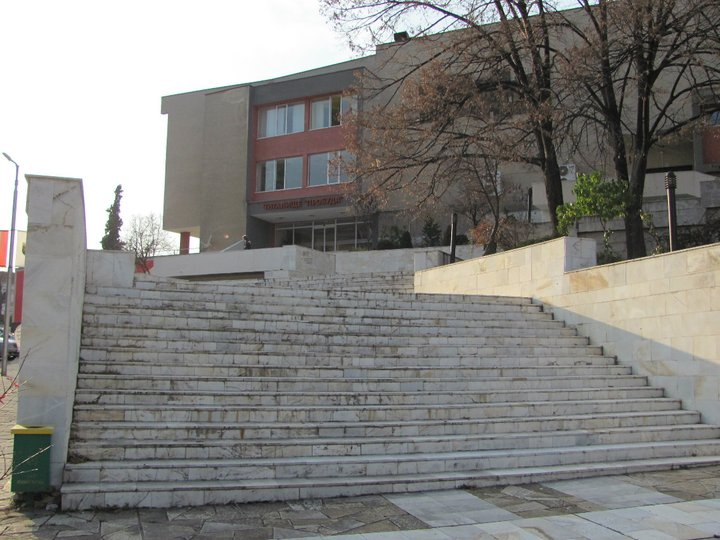
Le tchitalichté d'Ivaïlovgrad